# Jakub Klášterka
Jakub Klášterka (* 28. April 1994 in Plzeň) ist ein tschechischer Autorennfahrer.

## Karriere
Klášterka begann seine Motorsportkarriere im Kartsport. 2009 machte er seine ersten Erfahrungen im Formelsport. Er wurde Elfter in der Formul’Academy Euro Series, in der er zwei Podest-Platzierungen erzielte. Darüber hinaus nahm er an zwei Rennen der nordeuropäischen Formel Renault teil. Außerdem fuhr Klášterka in der Formel Skoda.
2012 erhielt Klášterka ein Cockpit in der GP3-Serie bei Jenzer Motorsport. Er nahm vor der Saison an keinen Testfahrten teil und wurde erst kurz vor dem Saisonauftakt vom Team unter Vertrag genommen. Klášterka nahm an zwei Veranstaltungen teil und wurde 31. in der Fahrerwertung.

## Karrierestationen
- 2009: Formul’Academy Euro Series (Platz 11)
- 2009: Nordeuropäische Formel Renault (Platz 34)
- 2012: GP3-Serie (Platz 31)